# Официалната версия
„Официалната версия“ (на испански: La historia oficial) е аржентински филм от 1985 година, социална драма на режисьора Луис Пуенсо по негов сценарий в съавторство с Аида Бортник.
В центъра на сюжета е жена от заможно семейство, която на фона на падането на военната диктатура през 1983 година осъзнава, че осиновеното от нея бебе е дете на жертва на масовия полицейски терор от предходните години. Главните роли се изпълняват от Норма Алеандро и Ектор Алтерио.
„Официалната версия“ е номиниран за наградата „Златна палма“ и става първият латиноамерикански филм, отличен с „Оскар“ за чуждоезичен филм.